# 多利納 (茲納緬卡區)
48°44′10″N 32°45′1″E / 48.73611°N 32.75028°E
多利納（烏克蘭語：Долина），是烏克蘭中部的村莊，隸屬基洛夫格勒州的克羅皮夫尼茨基區。該村面積0.47平方公里，海拔高度135米，2001年人口45，人口密度每平方公里94.9人。